# Gastronomía de la provincia de Granada

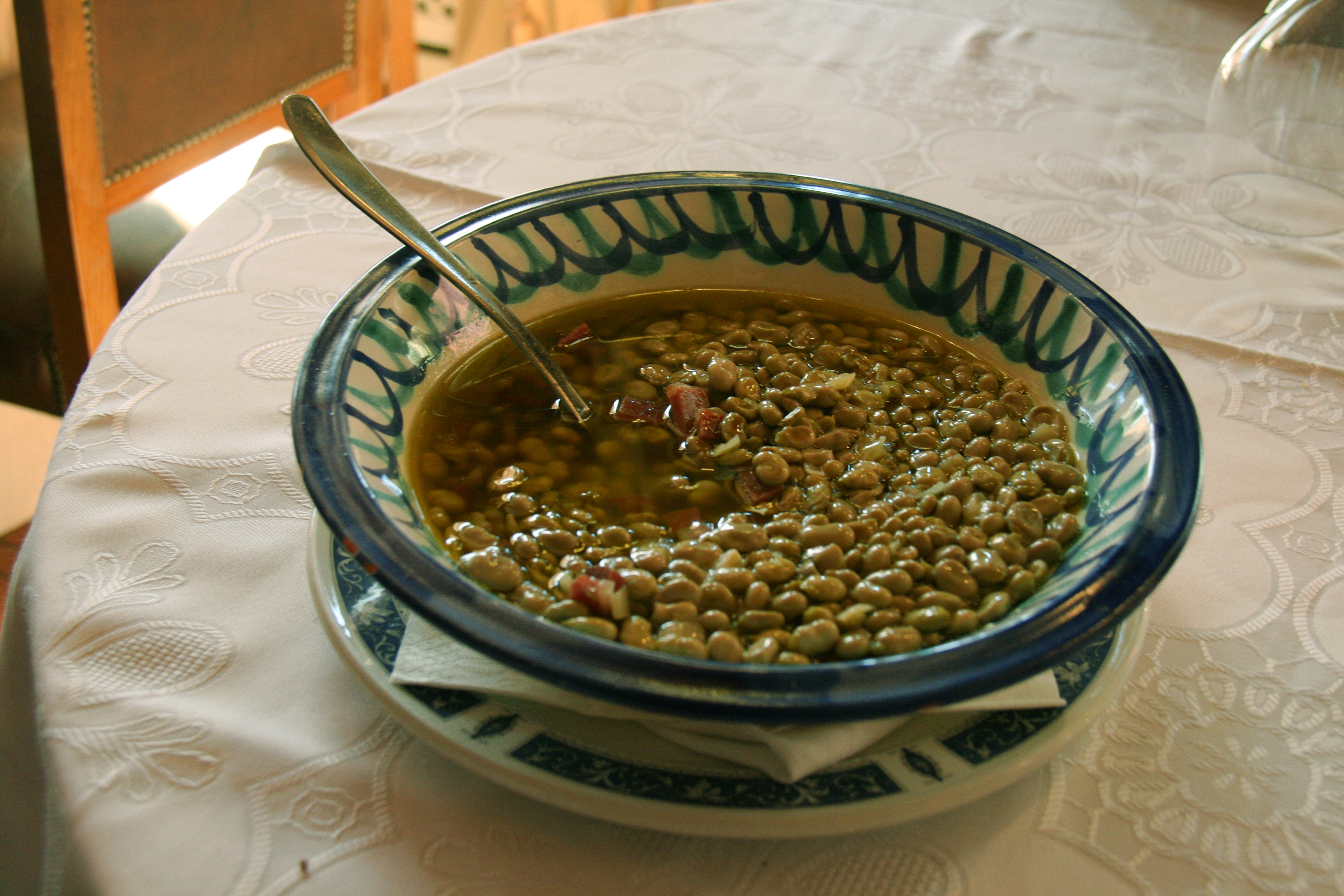
Habas con jamón, presentadas en cerámica típica del lugar.

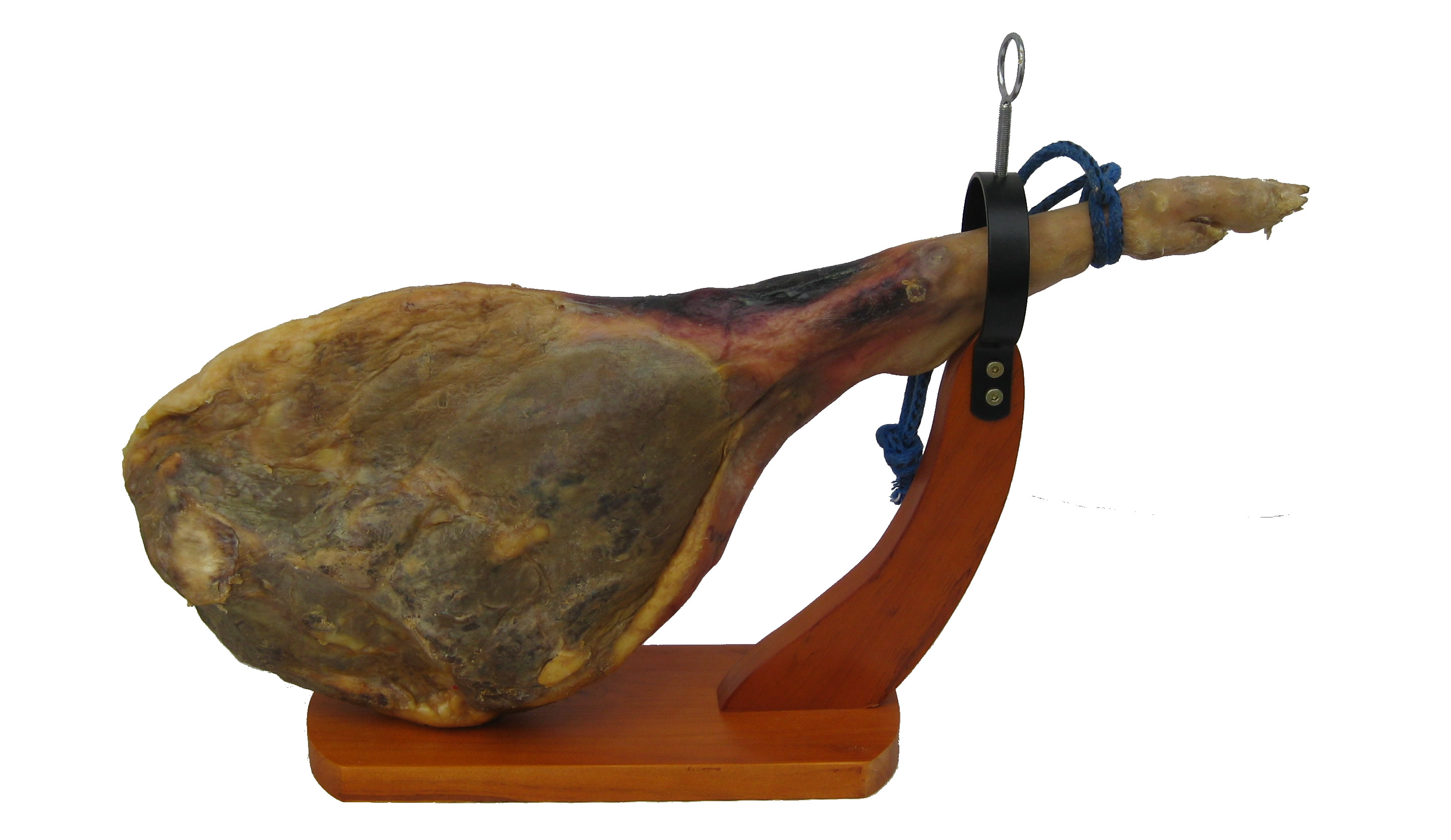
Un pernil de jamón de Trevélez.

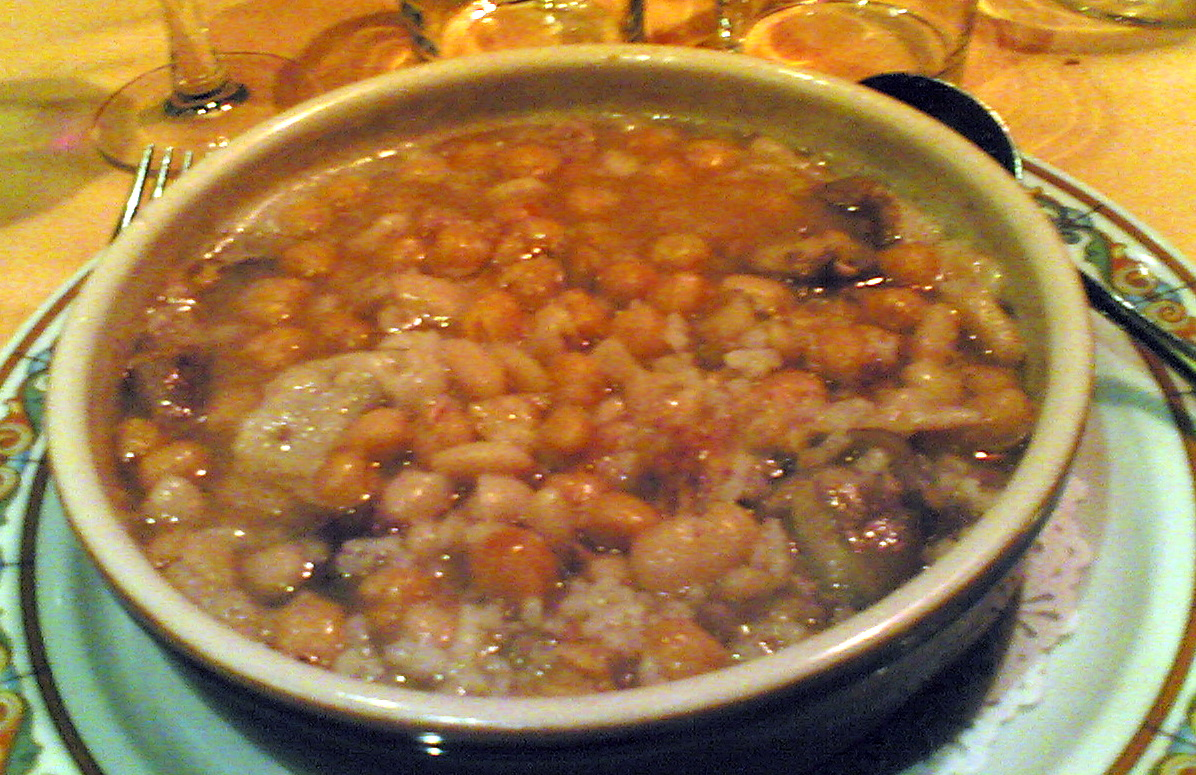
Olla de San Antón.

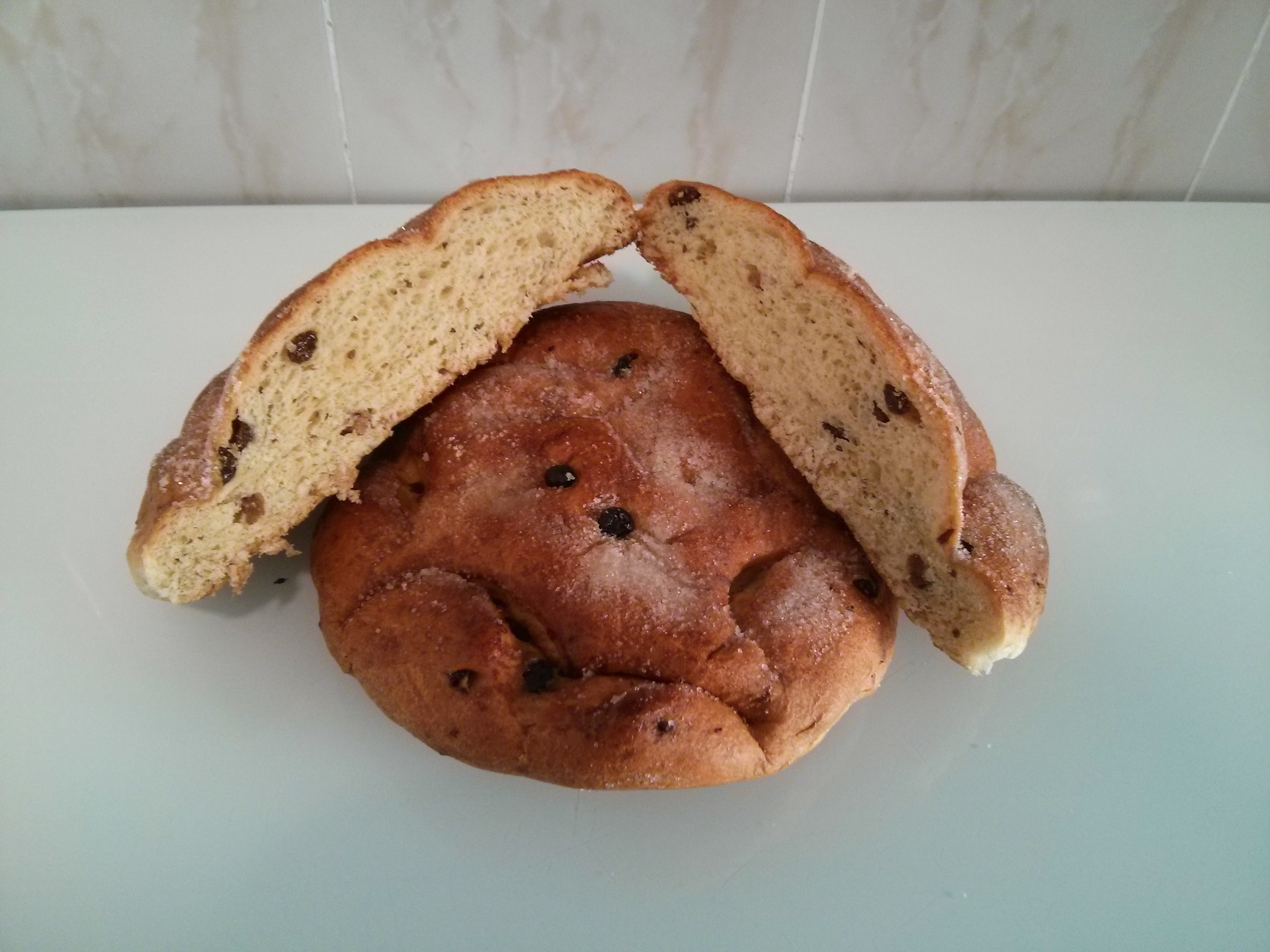
El pan de aceite.

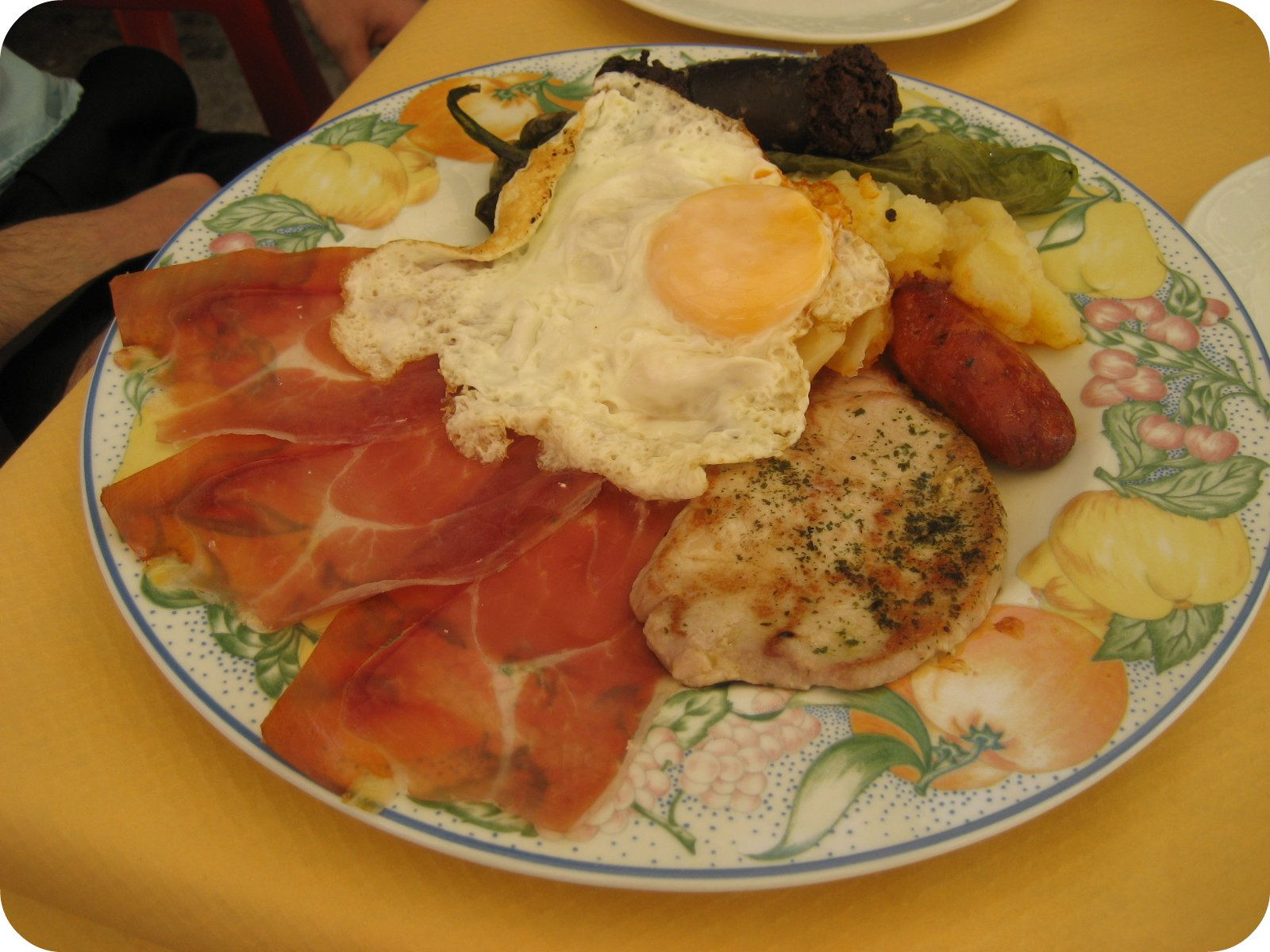
Plato alpujarreño.

La Gastronomía de la provincia de Granada corresponde al conjunto de platos y costumbres culinarias que pueden encontrarse en la provincia y ciudad española de Granada. Se encuentra enmarcada dentro de la cocina andaluza y se puede decir que posee una amplia y rica gastronomía, mezclada por diferentes aportaciones, principalmente las recientemente aportadas por los nuevos pobladores con productos que anteriormente estaban vedados. Así aparecieron, por ejemplo, las habas con jamón. Son igualmente famosas las aguas de Lanjarón.

## Ingredientes
La geografía granadina es muy accidentada, desde las serranías se alcanza el litoral en unos centenares de kilómetros. Esta situación ofrece que sea posible disfrutar de una cantidad muy diversa de ingredientes. La producción de ingredientes naturales es muy similar a las encontradas a la malagueña, almeriense, es por esta razón que las tres cocinas están emparentadas.

### Verduras y frutas
Uno de los platos de legumbres más representativos es las habas verdes a la granadina. Con habas se realiza un gazpacho de habas secas. Cabe mencionar también entre los platos de patatas, las patatas a lo pobre o las típicas migas, mezclados ambos platos con trozos de cerdo frito, las patatas en gloria (servido con una vinagreta). La producción de almendras hace que sea popular la sopa de almendras (emplea almendras machacadas y un aderezo de comino, pimienta, y corteza de pan frito). Las empresas conserveras granadinas producen alguna cantidad de espárragos en conserva que va a parar a diversas zonas de la cocina española. En zonas de la provincia se sirven ensaladas frías como la zalamandroña.
La fruta emblemática es la granada (Punica granatum), cuyo árbol está omnipresente en cármenes y jardines. Otras frutas como caquis, acerolas, membrillos, almecinas y serbas llenan sus mercadillos en la fiesta de la Patrona.

### Carnes y pescados
La olla de San Antón es uno de sus guisos tradicionales, así como de la provincia, aunque el plato más representativo es la saladilla con habas, aperitivo para el día de San Cecilio o el día de la Cruz o la afamada tortilla del Sacromonte. Los productos de cerdo son típicos en el interior, en algunos municipios se preparan matanza del cerdo, existiendo platos como las migas de matanza. Uno de los productos genuinos de la provincia es el jamón de Trevélez, servido cortado como una tapa o frito con las habas. Una de las preparaciones de carne más típicas es el cabrito en ajo caballín. Con volatería se tiene el pollo en "asaíllo" (típica de Cúllar Vega).
También es muy apreciado el choto, especialmente en la comarca de Alhama de Granada y el cordero "a la lata" aprovechando los excelentes corderos segureños que se crían en Huéscar a los pies de La Sagra.
La pesca fluvial se centra en truchas y barbos. Son populares los guisados de caracoles. Entre los platos de pescado es importante el bacalao, existen diversas preaparaciones como la "gurupina" (realizada a base de harina, bacalao, patatas, pimiento seco, cebolla y setas de chopo o bien "níscalos"), la moraga de sardinas (típica de Motril).
Otro clásico de la gastronomía de Granada son sus migas de harina, que pueden ir acompañadas de diversos productos como pimientos, panceta, boquerones ...

## Repostería
En el terreno de la repostería, posee extensa variedad de dulces, entre los que se encuentran los huevos moles de San Antón, la bizcochaza de Zafra, los pestiños de la Encarnación o el hojaldre de San Jerónimo. Los alfajores del Albaicín, los tocinillos de Guadix, los roscos de Loja, las empanadillas de Santa Catalina, los huesos de santo de las monjas de Santa Isabel, el huevo homol de las Hermanas Recogidas, los roscos de Montefrío, los retorcidos de hojaldre, las gachas de mosto, los soplillos, los pestiños de Vélez y Salobreña, los bollos de manteca, los panecillos de Alfacar, la cazuela mohína, la torta de al-Hajú, el nochebueno de los Montes Orientales y el merengazo de Almuñécar.
El pionono es un dulce típico de la vecina localidad metropolitana de Santa Fe, pero por extensión es considerado típico también de la ciudad de Granada. La fruta emblemática de Granada es, la granada, cuyo árbol está omnipresente en cármenes y jardines. Otras frutas como caquis, acerolas, membrillos, almecinas y serbas, llenan sus mercadillos en la fiesta de la Patrona. En algunas zonas del interior, en fechas invernales, se tiene la "Sopa de maimones" y las "Gachas de cuscurrones", con pan tostado y miel de caña y las "Gachas de picante". Entre las frutas de sartén se encuentran los roscos fritos y melados.